# Lego Architecture

A Lego Architecture logója

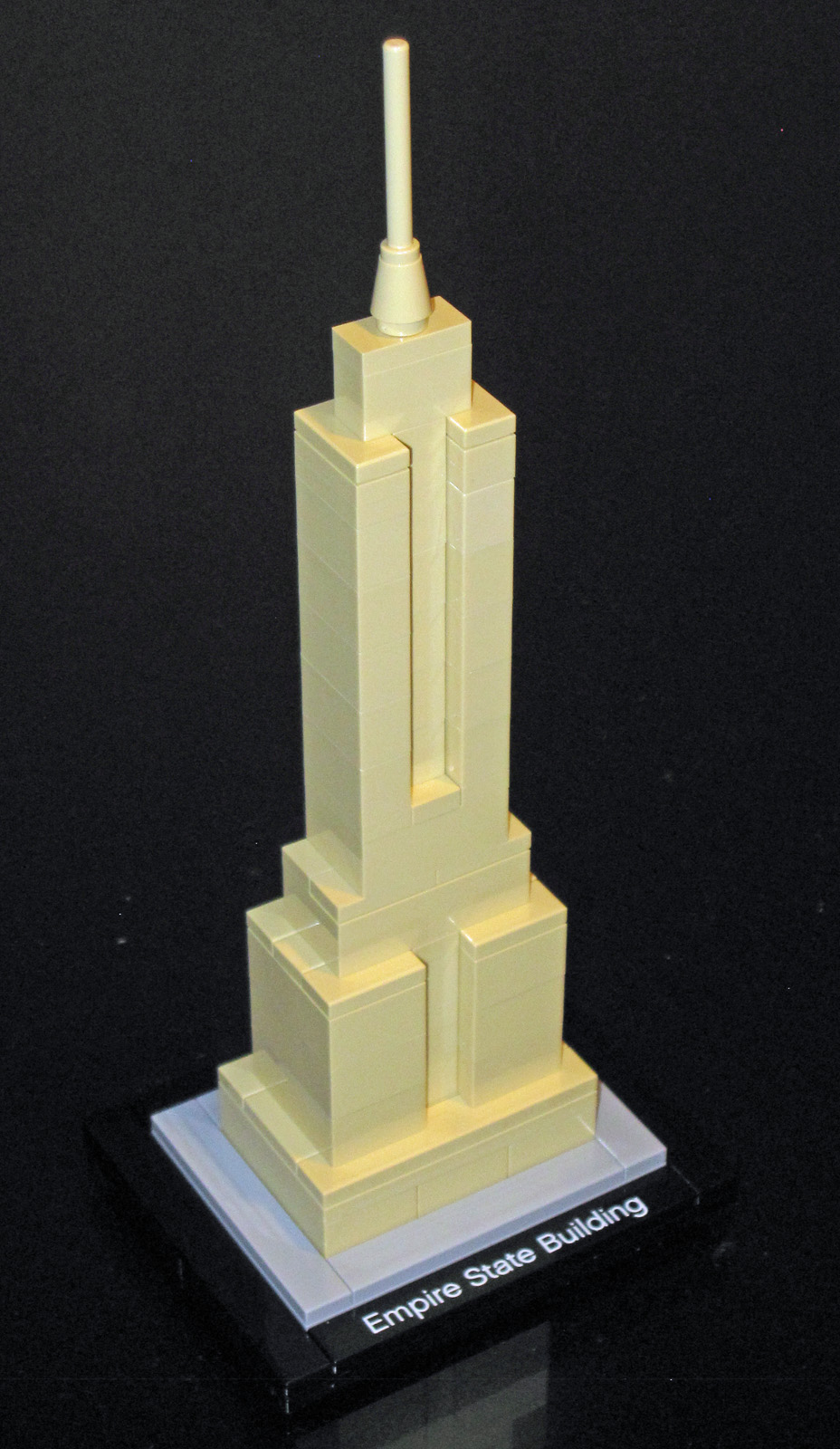
Az Empire State Building legóból

A Lego Architecture (stilizáltan LEGO Architecture) egy Lego-téma, amelynek célja, hogy „az építészet múltját, jelenét és jövőjét ünnepelje a Lego tégláin keresztül.” A márka Adam Reed Tucker „építész művész” által tervezett Lego-készleteket tartalmaz, amelyek mindegyike egy-egy híres építészeti épület vagy város látképének mikro-méretű modelljének megépítéséhez szükséges darabokat és útmutatót tartalmaz. A készletek száma 2021-ben 66 volt.

## Fejlesztése
Adam Reed Tucker 1996-ban szerzett építészmérnöki diplomát a Kansasi Állami Egyetemen. 1996-ban keresett egy módszert, hogy egyesítse két szenvedélyét, a művészetet és az építészetet, és rátalált a Lego téglák használatának ötletére. Ebből kiindulva megalapította a Brickstructures, Inc. vállalatot, és elkezdte tervezni és építeni híres nevezetességek modelljeit. Munkájára felfigyelt a The Lego Group, és közösen partnerséget kötöttek, hogy néhány modelljét kereskedelmi forgalomban kapható Lego-készletként adják ki a Lego Architecture márkanév alatt.

## Építészeti készletek
A BrickLink szerint a The Lego Group 64 játékkészletet adott ki a Lego Architecture téma keretében.
A termékcsalád készletei egy prémium füzetet tartalmaznak, amely - az építési útmutató mellett - különböző információkat és képeket is tartalmaz magáról az épületről.
2009 elejéig hat készlet jelent meg a termékcsaládban, két „sorozat” keretében. A „Landmark Series” sorozatban a Sears Tower (21000), a John Hancock Center (21001), az Empire State Building (21002) és a Space Needle (21003) modelljei találhatók. Az „Építész sorozaton” belül a Guggenheim Múzeum (21004) és a Fallingwater (21005) modelljei találhatók.
2010. július elején megjelent egy hetedik sorozat, a Fehér Ház (21006). A nyolcadik sorozat (21007) 2010 novemberében jelent meg: A New York-i Rockefeller Center. A kilencedik készlet (21009), a Farnsworth House (Plano, Illinois) 2011 áprilisában jelent meg. A tizedik sorozat (21008), a Burj Khalifa 2011 júniusában jelent meg. A Willis Tower (21000) szintén 2011-ben jelent meg, ez a készlet az eredeti Sears Tower készlet újrakiadása volt; az egyetlen változás a nyomtatott csempe volt, amely az épület átnevezését tükrözi.
Egy tizenegyedik és egy tizenkettedik készlet, a Robie House (21010) és a Brandenburgi kapu (21011) 2011 szeptemberében jelent meg.
2012 januárjában bejelentették, hogy a következő Architecture készlet a 21012 Sydney Operaház lesz. A készlet 2012 márciusában jelent meg.
2012 júniusában megjelent a Big Ben (21013). 2012 júliusában megjelent a Namdaemun Gate (átnevezve Sungnyemun Gate) (21016). 2012 szeptemberében megjelent a Villa Savoye (21014). Az Eames House (21015) és a Glass House (Üvegház) tervezett, majd törölték, mivel soha nem jött ki készletként. A cég megpróbálta újra felvenni az Eames House-t készletszámmal (21025), de nem sikerült semmit sem tenni a gyártásba vétel érdekében.
2013 júniusában bejelentették a oisai ferde tornyot (21015) a Lego Architecture sorozathoz. A készletszáma (21015) az eredeti Eames-ház helyébe lépett, miután azt törölték. Az Egyesült Nemzetek Szervezetének székháza (21018) következett. 2013 októberében jelentették be a Marina Bay Sands és az Eiffel-tornyot.